# Pârâul lui Ciocârlan
Pârâul lui Ciocârlan este un curs de apă, afluent al Râului Domesnic. 

## Hărți
- Harta Parcului Vânători-Neamț